# Blackmail (1929)
Blackmail is een Britse speelfilm uit 1929, onder regie van Alfred Hitchcock. De hoofdrollen worden vertolkt door Anny Ondra, Sara Allgood en Charles Paton. Het verhaal is gebaseerd op het gelijknamige toneelstuk van Charles Bennett.
Blackmail was Hitchcocks eerste geluidsfilm, en wordt doorgaans ook beschouwd als de eerste Britse geluidsfilm.

## Verhaal
Alice White, de vriendin van Scotland Yard-detective Frank Webber, wordt door een artiest uitgenodigd om zijn studio te bezoeken. De man probeert Alice te verkrachten, waarop zij hem vermoordt met een broodmes. Daarna probeert ze alle bewijzen dat ze ooit in de studio was te verdoezelen, maar ze laat per ongeluk haar handschoenen achter.
De volgende dag wordt de moord ontdekt en wordt Frank op de zaak gezet. Hij vindt een van de handschoenen en herkent deze als zijnde van Alice. Hij bezoekt haar zonder zijn bevindingen eerst aan zijn baas te rapporteren. Terwijl de twee praten, worden ze onderbroken door een crimineel genaamd Tracey. Hij heeft Alice de moord zien plegen en probeert nu Alice en Frank te chanteren.
Aanvankelijk lijkt Tracey Alice en Frank in de tang te hebben, maar hun kansen keren wanneer Tracey vanwege zijn aanwezigheid bij de studio ten tijde van de moord zelf verdachte wordt in de zaak. Hij probeert aan de politie te ontkomen door op het dak van het British Museum te klimmen, maar valt door de glazen koepel en sterft.
Alice probeert na dit alles haar misdaad op te biechten, maar Frank weerhoudt haar ervan te praten met het hoofd van Scotland Yard.

## Rolverdeling
| Acteur                | Personage                           |
| --------------------- | ----------------------------------- |
| Anny Ondra            | Alice White                         |
| Sara Allgood          | Mrs. White                          |
| Charles Paton         | Mr. White                           |
| John Longden          | Det. Frank Webber                   |
| Donald Calthrop       | Tracy                               |
| Cyril Ritchard        | Mr. Crewe (the artist)              |
| Hannah Jones          | Mrs. Humphries (the landlady)       |
| Harvey Braban         | The Chief Inspector (sound version) |
| Ex-Det. Sergt. Bishop | The Detective Sergeant              |

## Achtergrond

### Productie
Bij aanvang van de productie was het nog de bedoeling dat Blackmail een stomme film zou worden, maar vanwege de toenemende populariteit van geluidsfilms gaf producer John Maxwell Hitchcock opdracht van Blackmail een geluidsfilm te maken. Hitchcock vond het idee in eerste instantie absurd. Daarom liet hij voor de zekerheid ook een stomme film-versie van Blackmail opnemen voor bioscopen die nog niet de apparatuur hadden om geluidsfilms te ondersteunen. Behalve het geluid zit er slechts één verschil tussen de twee versies: in de stomme film speelt Sam Livesey de rol van de hoofdinspecteur, en in de geluidsversie Harvey Braban.
Blackmail werd opgenomen met het RCA Photophone sound-on-film process. Hoofdactrice Anny Ondra was opgegroeid in Praag. Derhalve had ze een zwaar Tsjechisch accent wat als ongeschikt werd gezien voor de film. De eerste scènes met Ondra waren echter al opgenomen daar de film ook een geluidsloze versie kende. Hitchcock noch de producers hadden zin om een andere actrice te zoeken en alles weer van voren af aan op te nemen. Geluidsfilms stonden nog in de kinderschoenen, dus was het nog niet mogelijk om Ondra’s stem achteraf te laten nasynchroniseren. Daarom werd actrice Joan Barry ingehuurd om buiten beeld de dialogen van Ondra’ personage op te zeggen, terwijl Ondra enkel haar mond bewoog.
Hitchcock introduceerde in Blackmail opnieuw een aantal elementen die later kenmerkend zouden worden voor zijn films, zoals een mooie, blonde vrouw die in gevaar verkeert en het gebruik van een bekend gebouw voor de climax. Voor de opnames in de leeskamer van het British Museum gebruikt Hitchcock het Schüfftanproces, aangezien er te weinig licht in de ruimte was voor normale opnames.

### Reacties
De film was commercieel en qua reacties van critici een groot succes. In 1929 verscheen eerst de stomme film-versie van Blackmail, alvorens later dat jaar de geluidsfilm in première ging. De stomme film-versie bleef langer in de bioscopen dan de versie met geluid, vooral omdat de meeste Britse bioscopen nog niet berekend waren op geluidsfilms. Hoewel de geluidsloze versie ook populair was, wordt Blackmail vandaag de dag het beste herinnerd als de eerste Britse geluidsfilm.

### Hitchcocks cameo
Hitchcock heeft een cameo in de film als een man die wordt lastiggevallen door een jongetje, terwijl hij een boek zit te lezen in de Londense metro. Dit is vermoedelijk het langste cameo dat Hitchcock in een van zijn films heeft gehad.

### Auteursrechten
De auteursrechten van de film staan vandaag de dag ter discussie. Aan de ene kant zouden de auteursrechten officieel verlopen moeten zijn daar de film meer dan 70 jaar geleden is uitgebracht, maar aan de andere kant zouden de auteursrechten nog tot 2050 geldig zijn omdat het dan pas 70 jaar geleden zal zijn dat Hitchcock is overleden. In de Verenigde Staten is een versie van de film in omloop die zich reeds in het publiek domein bevindt. Van de bekendste versie bezit Canal+ nu de auteursrechten.